# Bosville
Bosville – miejscowość i gmina we Francji, w regionie Normandia, w departamencie Sekwana Nadmorska.
Według danych na rok 1990 gminę zamieszkiwało 437 osób, a gęstość zaludnienia wynosiła 50 osób/km² (wśród 1421 gmin Górnej Normandii Bosville plasuje się na 502. miejscu pod względem liczby ludności, natomiast pod względem powierzchni na miejscu 419.).